# جورج وينسلو بلامر
جورج وينسلو بلامر (بالإنجليزية: George Winslow Plummer)‏ هو كاتب أمريكي، ولد في 26 أغسطس 1876 في بوسطن في الولايات المتحدة، وتوفي في 23 يناير 1944 في نيويورك في الولايات المتحدة.